# Frédéric Beigbeder

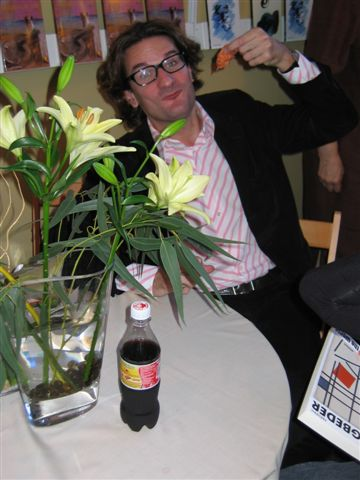
Frédéric Beigbeder, Cracow (Ba Lan), 23 tháng 10 năm 2004

Frédéric Beigbeder là nhà văn Pháp, người sáng lập ra giải thưởng Café de Flore, trao vào tháng 9 hàng năm tại Saint-Germain-des-Prés. Ông là tác giả của tác phẩm "Kẻ ích kỉ lãng mạn".